# Men in Black: The Series
Men in Black: The Series (no Brasil, MIB - Homens de Preto e em Portugal, Homens de Negro) é uma série de desenho animado estadunidense que foi produzida entre 1997 e 2001 pela Adelaide Productions, subsidiária da Sony Pictures Television, e baseada no filme Men in Black, utilizando os personagens do mesmo, apenas mudando alguns nomes como o do agente J que foi mudado para Jay.
No Brasil, a série foi exibida pelo Cartoon Network entre 1998 e 2003 e era exibida na Rede Globo no programa Festival de Desenhos. Em Portugal, a série foi exibida pela TVI no programa Batatoon em 1999 e, mais tarde, em 2013, pelo Panda Biggs.

## Elencos de vozes
| Personagem               | Voz original                  | Dublagem brasileira          |
| ------------------------ | ----------------------------- | ---------------------------- |
| Kevin Brown/Agente Kay   | Ed O'Ross Gregg Berger        | Júlio Chaves                 |
| James Edwards/Agente Jay | Keith Diamond                 | Márcio Simões                |
| Agente L                 | Jennifer Lien Jennifer Martin | Mônica Rossi                 |
| Zed                      | Charles Napier                | Mauro Ramos                  |
| Frank                    | Tim Blaney                    | Hélio Ribeiro Valmir Barbosa |
| Agente X                 | Adam Baldwin                  | Dário de Castro              |